# Tăng Hoa Thiên
Tăng Hoa Thiên (sinh ngày 6 tháng 8 năm 1965) là nữ diễn viên truyền hình nổi tiếng Hong Kong thập niên 1980.

## Sự nghiệp
Tăng Hoa Thiên là con út trong một gia đình trung lưu. Năm 18 tuổi, cô không thi đại học mà đăng ký lớp đào tạo diễn viên TVB khóa 12, cùng Ngô Khải Hoa và Lưu Thanh Vân. Ngay sau khi tốt nghiệp, cô chủ trì chương trình truyền hình Máy xuyên thời gian 430 của đài TVB cùng với Châu Tinh Trì.
Năm 1985, Hoa Thiên mới thực sự bước vào phim trường trong Tuyết sơn phi hổ. Dù chỉ được giao vai phụ, gương mặt thanh tú với đôi mắt sáng thông minh của Hoa Thiên đã gây chú ý với khán giả.
Năm 1991, Hoa Thiên chuyển sang hãng ATV đóng phim và ở đây cô đã yêu bạn diễn Trần Đình Oai. Mối tình này kéo dài 3 năm và chấm dứt khi Hoa Thiên hết thời hạn hợp đồng với hãng. Trong thời gian này, cô đã kịp xuất hiện trong phim Thiên hạ vô địch, 72 phòng khách mode, đặc biệt là Ngân hồ về đêm với Huỳnh Nhật Hoa.

## Đời tư
Năm 1994, sau khi tham gia Oan gia kiếp trước cùng với Thang Trấn Tông và Lý Mỹ Phụng, Hoa Thiên chính thức công khai quan hệ với Lâm Triệu Cơ. Họ tổ chức lễ cưới tại London năm 1996 và con trai Lâm Hạo Hiền ra đời ba năm sau đó. Lúc này, Tăng Hoa Thiên hạn chế các hoạt động nghệ thuật và dành nhiều thời gian cho gia đình. Cô chỉ giữ sợi dây tình cảm với khán giả qua chương trình "Hoa phật tân thế giới" của TVB. Tuy nhiên, do không chịu nổi quan hệ căng thẳng với mẹ chồng, cô và chồng đã ly hôn sau 6 năm chung sống.

## Danh sách phim
- D.I.E. Again (TVB, 2009, guest)
- When a Dog Loves a Cat (TVB, 2008)
- D.I.E. (TVB, 2008)
- The Trail of Love (前世冤家) (TVB, 1995)
- ICAC Investigators (TVB, 1994)
- Gold Lady II (鎮金女人周記II) (TVB, 1994)
- Silver Tycoon (ATV, 1993)
- Who is the Winner II (ATV, 1992)
- A New Life (命運迷宮) (TVB, 1991)
- Live for Life (夢裡伊人) (TVB, 1991)
- The Black Sabre (邊城浪子) (TVB, 1991)
- Glittering Fortune (歡樂山城) (TVB, 1990)
- Being Rich (富貴超人) (TVB, 1990)
- Everybody Loves Somebody (公私三文治) (TVB, 1989)
- For Once in a Lifetime (富貴流氓) (TVB, 1989)
- Ho Ching (豪情) (TVB, 1989)
- The Legend of Master Chan (吉星報喜) (TVB, 1989)
- The Saga of the Lost Kingdom (嬴單傳奇) (TVB, 1988)
- Seasons (TVB, 1988)
- Police Cadet '88 (新紮師兄1988) (TVB, 1987) Tân Triệt Sư Huynh 1988
- The Grand Canal (TVB, 1987) Hoàng Hà Đại Phong Vân (Thuyết Đường)
- When Silken Hands Get Rough (靜待黎明) (TVB, 1987)
- The Dragon Sword (天龍神劍) (TVB, 1986) Thiên Long Thần Kiếm
- New Heaven Sword & Dragon Sabre (TVB, 1986, cameo)
- The Turbulent Decade (黃金十年) (TVB, 1986)
- The Twins Heir (孖寶太子) (TVB, 1986), Thái Tử Sanh Đôi
- Police Cadet '85 (TVB, 1985), Tân Triệt Sư Huynh
- The Yangs' Saga (TVB, 1985), Dương Gia Tướng
- The Flying Fox of Snowy Mountain (TVB, 1985), Tuyết Sơn Phi Hồ
- The Young Cop (青春差館) (TVB, 1985)